# Юбілейний (Гомельський район)
Юбілейний (біл. Юбілейны) — селище в Улуковській сільській раді Гомельського району Гомельської області Республіки Білорусь.

## Географія

### Розташування
За 3 км на схід від Гомеля, за 2 км від залізничної станції Березки.

## Транспортна мережа
Поруч автомобільна дорога Добруш — Гомель. У селі 272 житлові будинки (2004). Забудова квартальна, цегляна та дерев'яна, переважно одноповерхова.

## Історія
Засноване на початку XX століття. Найбільш активна забудова велася після німецько-радянської війни, коли тут почала формуватись ремонтно-прокатна база тресту «Белтрансбуд».

## Населення

### Чисельність
- 2009 — 706 мешканців.